# USCGC Northland (WPG-49)
USCGC Northland – jednostka pływająca zaprojektowana do służby jako lodołamacz w Straży Wybrzeża Stanów Zjednoczonych (ang. United States Coast Guard) w warunkach Arktyki, posiadająca podczas II wojny światowej numer taktyczny WPG-49. 3 stycznia 1947 została sprzedana Izraelowi, gdzie weszła rok później do służby jako "Ejlat".
Zamówienie na budowę okrętu zostało złożone w stoczni Newport News Shipbuilding and Drydock Corporation w Newport News. Wodowanie jednostki miało miejsce 5 lutego 1927, wejście do służby 7 maja 1927. Kanonierka początkowo była wyposażona w dodatkowe żagle, które zostały usunięte w 1936.

## Służba na Morzu Beringa
W latach 1927–1938 portem macierzystym "Northland" były na przemian San Francisco, Oakland i Seattle. Okręt służył głównie na Morzu Beringa. Była to służba patrolowa oraz działalność polegająca na wspieraniu Departamentu Sprawiedliwości w egzekwowaniu prawa, zatrzymywaniu przestępców i transportu morskiego sądów. Wspierając Departament Zasobów Wewnętrznych okręt przewoził nauczycieli, przeprowadzał kontrole sanitarne oraz nadzorował wycinkę drzew. W 1938 "Northland" odbył swój ostatni arktyczny rejs, po czym został wycofany ze służby.
W czerwcu 1939 został przeniesiony do Bostonu, i wziął udział w przygotowaniach do drugiej wyprawy Richarda Byrda na Antarktydę.

## II wojna światowa

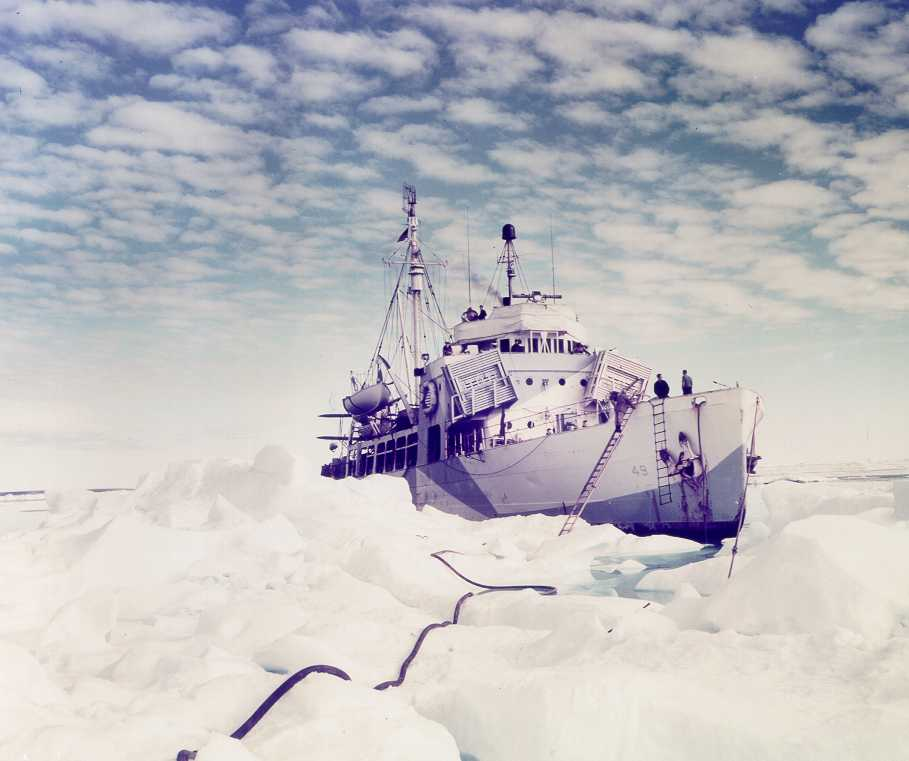
"Northland" na Grenlandii, 1944

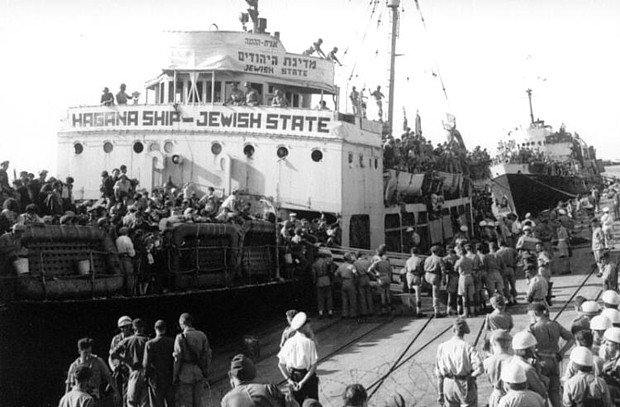
"Jewish State" w porcie Hajfa

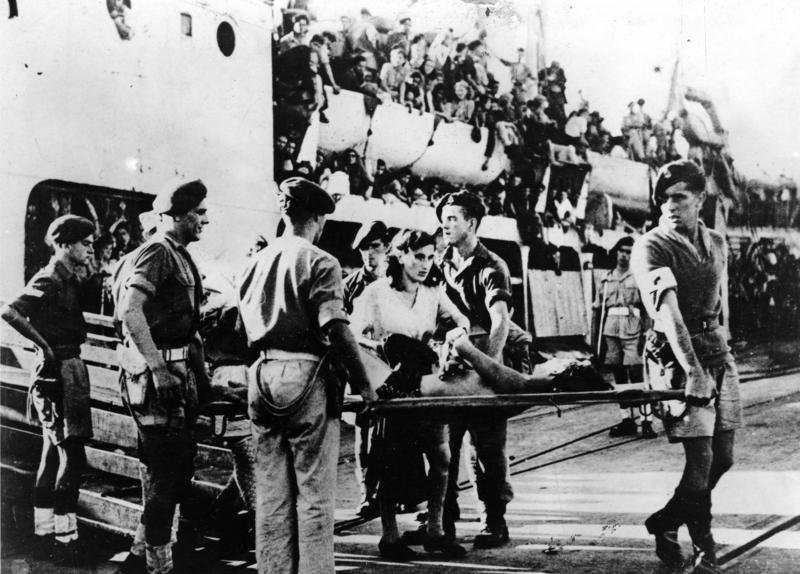
Ewakuacja chorych z pokładu "Jewish State" w porcie Hajfa

Wraz z wybuchem we wrześniu 1939 II wojny światowej w Europie, "Northland" został wycofany z wyprawy i powrócił do Alameda. W maju 1940 został przeniesiony do New York Navy Yard i pobierał cła na Grenlandii. W trakcie tej służby sporządzono nowe mapy wybrzeża. Od kwietnia 1941 brał udział w akcjach poszukiwania ofiar zatopionych statków na północnym Atlantyku. W czasie jednej z misji ratunkowych znalazł się w odległości zaledwie 6 mil od rejonu bitwy morskiej brytyjskich okrętów z niemieckim pancernikiem Bismarck (21-27 maja 1941).
Przez kolejne lata wojny "Northland" pełnił służbę patrolową na wodach wokół Grenlandii. 1 stycznia 1946 przeszedł do służby meteorologicznej a 27 marca został wycofany ze służby.

## Służba w izraelskiej marynarce
W styczniu 1947 statek zakupili w Baltimore agenci żydowskiej organizacji paramilitarnej Hagana. Popłynął on do Francji przewożąc na swoim pokładzie urządzenia i wyposażenie dla innych statków, które przerzucały żydowskich nielegalnych imigrantów z Europy do Mandatu Palestyny. Nazwę statku zmieniono na "Jewish State" (hebr. מדינת היהודים, Medinat ha-Jehudim; z hebr. dosł. Państwo Żydów).
We wrześniu statek odbył rejs na Morze Czarne, gdzie razem ze statkiem "Redemption" zabrał w Rumunii na pokład grupę 2664 imigrantów. Ponad połowę pasażerów stanowili młodzi ludzie poniżej 18. roku życia i dzieci. Wszyscy oni mieli być przewiezieni do Palestyny. Statek wypłynął z portu w Burgasie 26 września 1947. Przy wejściu na Morze Egejskie czekały na niego brytyjskie niszczyciele, które eskortowały go aż do Hajfy, gdzie 2 października ewakuowano ze statku osoby chore. W Hajfie przekazano Żydom statek "Redemption", natomiast "Jewish State" w eskorcie czterech niszczycieli odpłynął do Tel Awiwu. W trakcie tej podróży, statek podjął próbę ucieczki eskorcie, by dobić do brzegu i wyładować imigrantów. Brytyjczycy przeprowadzili jednak abordaż, i zatrzymali statek w odległości około 10 mil od Tel Awiwu. Wieczorem odholowano go do Hajfy, a trzy dni później przeładowano imigrantów na trzy inne statki, którymi przewieziono ich do obozów dla internowanych na Cyprze.
Gdy 23 kwietnia 1948 Hagana zajęła Hajfę, w porcie znajdowało się osiem statków. "Jewish State" był w najlepszym stanie technicznym i jako INS "Ejlat" (A-16) stał się zaczątkiem izraelskiej marynarki wojennej. W stoczni zainstalowano na jego pokładzie uzbrojenie i skierowano go do służby patrolowej. Pierwszym dowódcą okrętu został Josef Almog.
Podczas I wojny izraelsko-arabskiej, w dniu 4 czerwca 1948 zbliżył się w pobliżu Tel Awiwu do eskadry trzech egipskich statków. "Ejlat" został wówczas trafiony przez egipski okręt "Amir Fawzia", zdołał jednak wycofać się. 18 lipca "Ejlat" ostrzelał wybrzeże Libanu w pobliżu miasta Tyr. Po wojnie został przekształcony w statek szkoleniowy. W 1955 przemianowano go na INS "Matzpen", i od tej pory służył jako pływające koszary. W 1961 został wycofany ze służby i w 1962 złomowany.